# Star Wars: The Bad Batch
Războiul Stelelor: Lotul Indezirabil (engleză Star Wars: The Bad Batch) este un serial de animație american creat de Dave Filoni pentru serviciul de streaming Disney+. Este parte a francizei Războiul stelelor și un spin-off din Războiul stelelor: Războiul clonelor, continuând de la sfârșitul acestui serial să prezinte urmările Ordinului 66 și șfârșitul războiului clonelor. Lotul Indezirabil urmărește o escadrilă unică de soldați clone cu mutații genetice care rezistă Ordinului 66 și sunt pe fugă în primele zile ale Imperiului Galactic. Ei sunt alăturați de Omega, o tânără clonă feminină.
Dee Bradley Baker dublează Lotul Indezirabil, și, de asemenea, celelalte clone în serial, cum a făcut în Războiul clonelor. Michelle Ang dublează pe Omega. Serialul a fost anunțat în iulie 2020, după ultimul sezon din Războiul clonelor a introdus Lotul Indezirabil bazat pe o idee de la creatorul Războiul stelelor George Lucas. Lotul Indezirabil a fost produs de Lucasfilm Animation, cu Jennifer Corbett ca scenarist șef și Brad Rau ca regizor supervizor; Filoni, Corbett și Rau au servit ca producători executivi alături de Athena Yvette Portillo.
Primul sezon a avut premiera pe 4 mai 2021 și a durat 16 episoade până pe 13 august. Al doilea sezon de 16 episoade a fost lansat din 4 ianuarie până pe 29 martie 2023, iar al treilea și ultimul sezon de 15 episoade a fost lansat din 21 februarie până pe 1 mai 2024. Serialul a primit recenzii pozitive din partea criticilor, în particular pentru animație și dublaj.

## Premiză
Clone Force 99, cunoscut și ca Lotul Indezirabil—un grup de soldați clone de elită cu mutații genetice care au apărut pentru prima oară în Războiul Stelelor: Războiul clonelor—își asumă misiuni îndrăznețe de mercenari în urma Războiului clonelor.

## Episoade
| Sezonul | Sezonul | Episoade | Episoade | Premiera TV       | Premiera TV       |
| Sezonul | Sezonul | Episoade | Episoade | Prima transmisie  | Ultima transmisie |
| ------- | ------- | -------- | -------- | ----------------- | ----------------- |
|         | 1       | 16       | 16       | 4 mai 2021        | 13 august 2021    |
|         | 2       | 16       | 16       | 4 ianuarie 2023   | 29 martie 2023    |
|         | 3       | 15       | 15       | 21 februarie 2024 | 1 mai 2024        |

### Sezonul 1 (2021)
| Nr. | Titlu                   | Regizat de                                      | Scris de                        | Data lansării  |
| --- | ----------------------- | ----------------------------------------------- | ------------------------------- | -------------- |
| 1 | „După Război”           | Steward Lee, Saul Ruiz, și Nathaniel Villanueva | Jennifer Corbett și Dave Filoni | 4 mai 2021     |
| Înainte de sfârșitul Războiului clonelor, în timp ce Lotul Indezirabil—clonele defecte Hunter, Tech, Crosshair, și Wrecker plus clona cyborg Echo—o ajută pe Maestra jedi Depa Billaba și pe Padawanul ei Caleb Dume pe Kaller, Ordinul 66 este emis iar Billaba este ucisă de către clone. Lotul Indezirabil primește de asemenea ordinul, dar doar Crosshair se simte obligat să-l execute, iar Hunter îl lasă Dume să scape. Întorcându-se pe Kamino, Lotul Indezirabil află că războiul s-a terminat, și că Imperiul a înlocuit Republica, aceștia se întâlnesc cu o fată tânără, Omega, care este o altă clonă defectă. Amiralul Tarkin sosește pentru a evalua viabilitatea clonelor', și trimite Lotul Indezirabil să elimine un grup de insurgenți de pe Onderon. Când descoperă că acești „insurgenți” sunt de fapt fugari sub Saw Gerrera care refuză să se supună noului Imperiu, Hunter și oamenii săi abandonează misiunea și se întorc pentru Omega. Aceștia sunt arestați pentru trădare, iar Tarkin a îmbunătățit cipul inhibitor al lui Crosshair, întorcându-l împotriva colegilor săi de echipă și forțând Lotul Indezirabil și pe Omega să fugă fără el. |                         |                                                 |                                 |                |
| 2 | „Cut și Fuga”           | Steward Lee                                     | Gursimran Sandhu                | 7 mai 2021     |
| Lotul Indezirabil și Omega caută să se refugieze pe Saleucami cu clona dezertoare Cut Lawquane, care le spune despre cipurile inhibitoare care au programat clonele obișnuite și pe Crosshair să fie loiale Imperiului după Ordinul 66. Cu o prezență militară sporită din Imperiu, Cut intenționează să fugă împreună cu familia sa, dar descoperă că sunt necesare alte coduri de rețea noi introduse pentru a rezerva transportul public. Știind că Cut ar fi arestat dacă ar încerca să obțină unul, Tech și Echo fură câteva coduri de rețea, iar Omega îi ajută să le livreze lui Cut și familiei sale la timp pentru ca aceștia să urce în transport. Hunter încearcă să trimită Omega cu Cut, deoarece el crede că are nevoie de o familie, dar ea decide să rămână cu Lotul Indezirabil. |                         |                                                 |                                 |                |
| 3 | „Înlocuitorii”          | Nathaniel Villanueva                            | Matt Michnovetz                 | 14 mai 2021    |
| Lotul Indezirabil și Omega sunt blocați pe o lună după ce nava lor a fost avariată pe Saleucami și un Dragon Ordo Moon fură partea de care au nevoie pentru a o repara. Hunter și Omega și-au propus să-l recupereze, dar Hunter este incapacitat. Omega continuă singură și este capabilă să urmărească Dragonul, recuperând partea fără luptă. Pe Kamino, Tarkin și amiralul Rampart l-au pus pe Crosshair la comanda unei noi unități de soldați recrutați care sunt trimiși pe Onderon pentru a șterge baza lui Gerrera. Gerrera a dispărut deja, iar Crosshair ucide un recrut neloial, dar restul se conformează și au astfel succes. Tarkin vede potențialul soldaților recrutați, în legătură cu premierul kaminoan Lama Su. |                         |                                                 |                                 |                |
| 4 | „Încolțit”              | Saul Ruiz                                       | Christian Taylor                | 21 mai 2021    |
| În drum spre o ascunzătoare propusă pe Idaflor, Lotul Indezirabil este forțat să se oprească pe cea mai apropiată planetă, Pantora, astfel încât să poată strânge provizii și Tech își poate modifica semnătura navei, deoarece aceasta apare acum pe lista de căutare a Imperiului. Un însoțitor al căsuței de aterizare de pe Pantora identifică Lotul Indezirabil și o informează pe Fennec Shand, un mercenar care a fost angajat să o recupereze Omega. Hunter, Echo și Omega caută provizii în timp ce Tech și Wrecker lucrează pe navă. Omega este abordată de Shand, ceea ce duce la vânarea lui Shand de către Hunter în tot orașul. Hunter și Omega o pierd pe Shand și, după ce modificările sunt finalizate, Bad Batch pleacă de pe Pantora. |                         |                                                 |                                 |                |
| 5 | „Furia”                 | Steward Lee                                     | Tamara Becher-Wilkinson         | 28 mai 2021    |
| Sperând să descopere cine a angajat-o pe Shand, Lotul Indezirabil merge la Ord Mantell, unde Echo știe despre un informator Jedi pe nume Cid. Ea se oferă să afle despre Shand în schimbul ajutorului lor: sclavii au răpit un copil pe nume Muchi, iar Cid va primi o recompensă de la Jabba the Hutt dacă Lotul Indezirabil o ajută să salveze copilul. Lotul Indezirabil găsește și luptă împotriva sclavilor, salvându-l pe Muchi, care este un tânăr rancor. Ducând-o la Cid, Muchi este apoi dat mâinii drepte a lui Jabba Bib Fortuna în schimbul recompensei. Cid îi dă o parte din recompensă lui Hunter, dar nu poate afla cine a angajat-o pe Shand. Ea se oferă să ofere Lotului Indezirabil mai multă muncă mercenară în viitor. |                         |                                                 |                                 |                |
| 6 | „Scoși din Uz”          | Nathaniel Villanueva                            | Amanda Rose Muñoz               | 4 iunie 2021   |
| Cid angajează Lotul Indezirabil pentru a recupera un droid tactic separatist pentru informațiile sale de luptă înainte de a fi distrus într-un loc de dezafectare Corellian. Se întâlnesc cu droizi de poliție care păzesc instalația, precum și cu Trace și Rafa Martez, care sunt și ei după droid. Wrecker își lovește accidental capul și cipul său inhibitor începe să se activeze. Tech și surorile programează droidul tactic pentru a porni droizii poliției, permițându-le să scape, dar droidul tactic este distrus în acest proces. Surorile explică că l-au recuperat pentru un client care luptă cu Imperiul. Hunter le dă o copie a datelor despre droid pe care Tech le-a făcut în timpul luptei, iar surorile îi spun mai târziu clientului lor cum să găsească Lotul Indezirabil. |                         |                                                 |                                 |                |
| 7 | „Cicatrici de Război”   | Saul Ruiz                                       | Jennifer Corbett                | 11 iunie 2021  |
| După eșecul lor de a se întoarce cu datele tactice ale droidului, Cid le spune celor din Lotului Indezirabil că vor trebui să facă o treabă mare pentru a-și achita datoria față de ea. Sunt întrerupți de clientul misterios al lui Trace și Rafa, vechiul lor prieten Căpitanul Rex, care se alarmează câmd află că cei din Lotul Indezirabil încă nu și-au îndepărtat cipurile inhibitoare așa cum a făcut-o el. Se duc la Bracca, o planetă cu un cimitir de nave stelare controlată de Ghildă și se strecoară pe un vechi crucișător Jedi pentru a folosi laboratorul medical. Agitația lui Wrecker îi activează cipul și își atacă coechipierii, dar el este supus și cipul eliminat. Rex își ia rămas bun odată ce extracțiile sunt finalizate; în timp ce își iau rămas bun, Hunter este văzut de membrii Ghildei. |                         |                                                 |                                 |                |
| 8 | „Reuniunea”             | Steward Lee                                     | Christian Taylor                | 18 iunie 2021  |
| Ghilda informează Imperiul despre locația Lotului Indezirabil, și Crosshair este trimis să-i ucidă. Preocupată de faptul că Omega nu va fi returnată în siguranță, Lama Su angajează un al doilea vânător de recompense pentru a o recupera pe fată. Crosshair scoate Lotul Indezirabil de pe nava lor, așa că încearcă să scape prin motorul crucișătorului. Crosshair îi prinde în interior și pornește motorul, dar Lotul Indezirabil folosește explozivi recuperați din depozitul crucișătorului pentru a scăpa, iar Crosshair este rănit de aprinderea motorului. Hunter și Omega îl confruntă pe vânătorul de recompense Cad Bane, care-l împușcă pe Hunter în piept și o răpește pe Omega. Restul grupului îl urmărește, îl transportă pe Hunter rănit pe nava lor și scapă. |                         |                                                 |                                 |                |
| 9 | „Recompensă Pierdută”   | Brad Rau and Nathaniel Villanueva               | Matt Michnovetz                 | 25 iunie 2021  |
| În timp ce aleargă după Bane, Lotul Indezirabil află de la Tech că Omega este o replicare nemodificată a lui Jango Fett, făcând-o singura sursă disponibilă pentru materialul de clonare proaspăt. În drum spre o clădire veche de clonare kaminoană de pe Bora Vio pentru livrare, Omega îl păcălește pe asistentul droid al lui Bane Todo să o elibereze și este capabilă să semnalizeze Lotul Indezirabil. Lama Su îl trimite pe Taun We să o recupereze pe Omega și îi ordonă lui Nala Se să o elimine pe fată după ce a extras din ea probe genetice. Preocupat de siguranța Omega, Nala Se o trimite pe Fennec Shand să o salveze pe Omega. Shand îl ucide pe Taun We și se duelează cu Bane, permițându-i lui Omega să scape și să fie recuperată de Lotul Indezirabil. |                         |                                                 |                                 |                |
| 10 | „Interese Comune”       | Saul Ruiz                                       | Gursimran Sandhu                | 2 iulie 2021   |
| Pe Raxus, care a fost sediul guvernului separatist în timpul Războiului clonelor, Imperiul instituie noi legi cu sprijinul senatorului local Avi Singh. În timp ce se adresează publicului, Singh se pronunță împotriva Imperiului și este arestat. Droidul său protocol GS-8 o angajează pe Cid pentru a ajuta la salvarea lui Singh, iar ea trimite Lotul Indezirabil care este reticent să ajute după ce a luptat împotriva separatistilor în Războiul clonelor. Omega este lăsată în urmă datorită multiplilor vânători de recompense care o vizează, iar ea câștigă pentru Cid suficienți bani jucând dejarik pentru a achita datoria Lotului Indezirabil. Cu ajutorul GS-8, Lotul Indezirabil îl salvează pe Singh și îl duce la Cid pentru plată. |                         |                                                 |                                 |                |
| 11 | „Pact cu Diavolul”      | Steward Lee                                     | Tamara Becher-Wilkinson         | 9 iulie 2021   |
| Când senatorul Orn Free Taa anunță o nouă rafinărie imperială pe Ryloth și încurajează luptătorii pentru libertate Twi'lek să se dezarmeze, liderul rezistenței Cham Syndulla sprijină public Imperiul. Locotenentul său Gobi Glie o ia pe fiica lui Cham Hera într-o misiune secretă de a recupera noi arme livrate de Lotul Indezirabil, în timpul căreia Hera se împrietenește cu Omega. Crosshair îi urmărește, iar Imperiul îi arestează pe Glie și Hera pentru trădare. Cham atacă convoiul imperial pentru ai salva împreună cu soția sa Eleni și alți luptători pentru libertate, dar Crosshair îl împușcă pe Orn Free Taa, ceea ce îi permite lui Rampart să-l încadreze pe Cham pentru tentatia de asasinat a lui Taa. Cham, Eleni și Glie sunt arestați, în timp ce Hera scapă. |                         |                                                 |                                 |                |
| 12 | „Salvarea de pe Ryloth” | Nathaniel Villanueva                            | Jennifer Corbett                | 16 iulie 2021  |
| Hera ia legătura cu Omega și cere Lotului Indezirabil să o ajute să-și salveze părinții. Hunter nu crede că o astfel de misiune ar merita riscul, dar Omega îl convinge să intervină. Hera, Omega, Tech și Wrecker atacă noua rafinărie imperială de pe Ryloth ca o distragere în timp ce Echo și Hunter îi eliberează pe Cham, Eleni și ceilalți luptători pentru libertate. Crosshair descoperă acest lucru și le pune o capcană, căpitanul clonă Howzer—care este loial lui Cham—îi avertizează pe evadați de capcană și apoi îi înfruntă pe colegii săi soldați. Howzer este arestat, dar luptătorii pentru libertate și Lotul Indezirabil scapă. Rampart își dă seama că a subestimat Lotul Indezirabil și îi dă permisiunea Crosshair să-i vâneze. |                         |                                                 |                                 |                |
| 13 | „Infestați”             | Saul Ruiz                                       | Amanda Rose Muñoz               | 23 iulie 2021  |
| Lotul Indezirabil se întoarce dintr-o misiune la Biroul lui Cid aflat acum în proprietatea șefului criminal Roland Durand. Îl găsesc pe Cid afară și ea dezvăluie un plan de a lua înapoi salonul prin furtul unui transport de condimente de la Roland care este destinat Sindicatului Pyke. Lotul Indezirabil și Cid intră în biroul ei prin tuneluri subterane infestate cu un stup de Irlings. Ei recuperează cu succes condimentul, dar sunt urmăriți de gardienii lui Roland care trezesc stupul. Grupul scapă din tuneluri, dar condimentul este luat de stup. Sunt prinși de Pykes, care o iau ostatic pe Omega în timp ce Lotul Indezirabil și Cid recuperează condimentele din mină. Pykes a lăsat-o apoi pe Cid să-și revendice salonul. |                         |                                                 |                                 |                |
| 14 | „Mantia de Război”      | Steward Lee                                     | Damani Johnson                  | 30 iulie 2021  |
| Lotul Indezirabil este contactat de Rex, care le cere să-l ajute pe Gregor o clonă de comando care trimite un semnal de ajutor de pe planeta Daro. La sursa semnalului, găsesc o bază imperială în care soldații recrutați sunt instruiți de comandanți clone pentru a înlocui armata de clone. Hunter, Tech și Echo se infiltrează în bază în timp ce Omega și Wrecker rămân în navă ca rezervă. Lotul Indezirabil îl salvează pe Gregor, dar Hunter este capturat în timpul evadării. Pe Kamino, Lama Su și Nala Se intenționează să evadeze după ce Imperiul își anulează contractele de de cumpărare a clonelor, dar sunt prinși de amiralul Rampart, care o folosește pe Nala Se ca om de știință, dar Lama Su este ucis. |                         |                                                 |                                 |                |
| 15 | „Întoarcerea pe Kamino” | Nathaniel Villanueva                            | Matt Michnovetz                 | 6 august 2021  |
| Hunter este dus în orașul Tipoca de pe Kamino, unde Imperiul a evacuat personalul critic și a eliminat restul. Crosshair activează legătura de comunicare a lui Hunter, aducând restul Lotului Indezirabil într-o capcană. Omega le arată celorlalți o intrare ascunsă în laboratorul secret al Nalei Se, unde toți au fost inițial creați și unde găsesc ascunsul și prietenosul droid AZI-3. Îl găsesc pe Hunter, care încearcă să-l convingă pe Crosshair să-i fie îndepărtat cipul inhibitor, dar Crosshair dezvăluie că acesta a fost deja eliminat și el lucrează de bunăvoie pentru Imperiu. Hunter paralizează pe Crosshair în timp ce Rampart, sub ordinele lui Tarkin, flota Imperiului începe să distrugă orașul Tipoca, cu Lotul Indezirabil și Crosshair încă înăuntru. |                         |                                                 |                                 |                |
| 16 | „Kamino Pierdut”        | Saul Ruiz                                       | Jennifer Corbett                | 13 august 2021 |
| Când epava orașului Tipoca începe să se scufunde în ocean, Rampart și Imperiul pleacă în timp ce Lotul Indezirabil încearcă să scape din oraș înainte ca acesta să se scufunde complet. Omega și AZI-3 îl salvează pe Crosshair atunci când sunt prinși într-o cameră care se inundă. Odată ce epava se așează pe fundul oceanului, grupul se îndreaptă spre tubul care duce la nava lor, dar îl constată deteriorat. AZI îi sugerează să-i ghideze la suprafață în interiorul capsulelor de laborator, dar rămâne fără energie în timp ce urcă. Omega încearcă să-l salveze cu riscul de a se îneca, până când Crosshair îi salvează pe amândoi. Când ajung pe navă, Crosshair alege din nou să se despartă de Lotul Indezirabil. În altă parte, Nala Se este adusă într-o bază imperială. |                         |                                                 |                                 |                |

### Sezonul 2 (2023)
| Nr. în serial | Nr. în sezon | Titlu                  | Regizat de                      | Scris de                           | Data lansării     |
| --- | ------------ | ---------------------- | ------------------------------- | ---------------------------------- | ----------------- |
| 17 | 1            | „Pradă de război”      | Steward Lee                     | Jennifer Corbett                   | 4 ianuarie 2023   |
| După o informare de la prietena ei Phee Genoa, Cid îi trimite pe cei din Lotul Indezirabil pe Serenno să fure marea comoară de război a Contelul Dooku pentru a ajuta la finanțarea unui viitor propriu. După o oarecare reticență, Hunter se alătură, iar echipa merge pe planetă, unde Imperiul transportă deja bogăția Contelui în afara lumii. În timp ce încearcă să securizeze încărcătura valoroasă, prezența lor este dezvăluită și are loc o bătălie în care Omega, Tech și Echo sunt prinși în interiorul unei nave de marfă care se pregătește pentru decolare. Luptă spre un container de marfă, ei încearcă să folosească propulsoarele sale de reintrare pentru a ateriza în siguranță, în timp ce Hunter și Wrecker încearcă să-și piardă urmăritorii în ruinele bombardate ale orașului din apropiere. |              |                        |                                 |                                    |                   |
| 18 | 2            | „Ruinele războiului”   | Nathaniel Villanueva            | Gina Lucita Monreal                | 4 ianuarie 2023   |
| Containerul se prăbușește pe suprafața lui Serenno. În timp ce încearcă să se întoarcă la Marauder, Omega, Tech și Echo îl întâlnesc pe Romar Adell, un localnic care se ascunde în pădure și, în timp ce conversează cu el, clonele își fac o primă impresie despre cum trebuie să fie o viață liberă. Într-un moment nesupravegheat, Omega se furișează pentru a recupera mai multe fonduri din comoara de război; Echo și Tech merg după ea, ducând la o ciocnire cu grupurile de căutare imperiale, de care cei trei scapă cu ajutorul lui Romar. Hunter și Wrecker luptă și scapă de încercuirea imperialilor și se reunesc cu prietenii lor. Odată cu confirmarea supraviețuirii Clone Force 99, viceamiralul Rampart, temându-se de pedeapsă pentru eșecul său de a-i elimina, decide să păstreze acest fapt secret de guvernatorul Tarkin. |              |                        |                                 |                                    |                   |
| 19 | 3            | „Clona solitară”       | Saul Ruiz                       | Amanda Rose Muñoz                  | 11 ianuarie 2023  |
| Crosshair îi este atribuit Comandantului Cody într-o misiune pe fosta planetă separatistă Desix pentru a-l salva pe guvernatorul imperial Grotton, care a fost capturat și luat ostatic. După un atac de succes, îl întâlnesc pe guvernatorul lui Desix, Tawni Ames, care îi cere lui Desix să rămână în afara jurisdicției imperiale, invocând ca argument refuzul Republicii de a negocia pacea cu separatiștii în timpul Războiului Clonelor. Cody pledează pentru o rezoluție pașnică, dar Crosshair îl ucide pe Ames la ordinul lui Grotton și Desix este adus sub control imperial. Revenind pe Coruscant, Cody se întreabă dacă Imperiului face cu adevărat bine în galaxiei și dezertează la scurt timp după. |              |                        |                                 |                                    |                   |
| 20 | 4            | „Mai repede”           | Steward Lee                     | Matt Michnovetz                    | 18 ianuarie 2023  |
| În timp ce Hunter și Echo sunt plecați cu o altă misiune, Cid îi duce pe Omega, Tech și Wrecker la o cursă pe Safa Toma, pentru a-și vizita pilotul droid, TAY-0. Cid este provocată de Millegi, unul dintre rivalii ei de afaceri, și pilotul său Jet Venim, iar în runda următoare, Millegi îi ordonă lui Venim să trișeze, făcându-l pe TAY-0 să piardă. Când Millegi vine să colecteze banii promiși, Omega îl provoacă la o altă cursă în schimbul libertății lui Cid, dar chiar înainte de eveniment, TAY-0 este distrus într-un accident. Tech îi ia locul lui TAY-0 ca pilot al lui Cid și, folosind intelectul său de calcul pentru a compensa lipsa de experiență, el câștigă cursa. Millegi își onorează partea din înțelegere, dar avertizează clonele că într-o zi Cid s-ar putea întoarce împotriva lor. |              |                        |                                 |                                    |                   |
| 21 | 5            | „Îngropați”            | Nathaniel Villanueva            | Christopher Yost                   | 25 ianuarie 2023  |
| În timp ce caută într-un depozit de vechituri, Omega și Wrecker găsesc o busolă străveche care conține un set de coordonate către trinarul Kaldar neexplorat care poartă promisiunea unei comori. Phee Genoa și Omega îi conving pe cei Lotul Indezirabil să plece spre sistem, unde busola îi conduce la Skara Nal, locul de odihnă al unui cristal legendar, Inima Muntelui. Ei găsesc piatra, dar după ce o scoate, Skara Nal este dezvăluită ca un antic mech, care începe să se miște și să distrugă planeta. Lotul Indezirabil și Genoa reușesc să repună cristalul la locul lui, care dezactivează și distruge mașina. |              |                        |                                 |                                    |                   |
| 22 | 6            | „Tribul”               | Steward Lee                     | Matt Michnovetz                    | 1 februarie 2023  |
| Lotul Indezirabil se întâlnește cu Axa Vanguard pentru o slujbă până când Omega ajunge să-l ajute pe Gungi, un tânăr Jedi Wookiee, să scape de răpitorii săi din cartel. Intenționând să-l înapoieze în lumea sa natală, cei din Lotul Indezirabil se duc pe planeta Kashyyyk pe care o găsesc devastată de un grup de mercenari Trandoshan care lucrează pentru Imperiu. După ce au câștigat încrederea unui trib local, clonele se alătură Wookiilor și faunei sălbatice indigene în lupta lor împotriva adversarilor lor imperiali. Agresorii sunt în cele din urmă învinși, iar Gungi se reunește cu poporul său. |              |                        |                                 |                                    |                   |
| 23 | 7            | „Conspirația clonei”   | Nathaniel Villanueva            | Ezra Nachman                       | 8 februarie 2023  |
| În Senatul Imperial, Rampart insistă pentru adoptarea unui proiect de lege care să autorizeze recrutarea militară a cetățenilor imperiali, ceea ce înseamnă că clonele vor fi eliminate oficial. Senatorul Riyo Chuchi, care apără drepturile fundamentale ale clonelor, este abordat de soldatul clonă Slip, al cărui prieten Cade a fost ucis la ordinul lui Rampart când a sfidat versiunea oficială a distrugerii planetei Kamino în urma unei furtuni. Chuchi începe să investigheze conspirația lui Rampart, alertând amiralul, care trimite un asasin după Slip. La fel cum Chuchi încearcă să-l convingă pe Slip să depună mărturie, asasinul îl ucide. Înainte ca Chuchi să aibă aceeași soartă, ea este salvată de Rex, pe care Slip l-a chemat pentru ajutor. Rex și Chuchi se pregătesc să interogheze asasinul - o clonă - dar el se sinucide înainte ca Rex să poată obține informații de la el.                                                                         |              |                        |                                 |                                    |                   |
| 24 | 8            | „Adevăr și consecințe” | Steward Lee                     | Damani Johnson                     | 8 februarie 2023  |
| Rex contactează Lotul Indezirabil și îi cere să se alăture lui și senatorului Chuchi, care le povestesc despre complotul lui Rampart. Pentru a oferi dovezi împotriva lui, Rex cere lotului să recupereze copia lui Slip a jurnalului de comandă al lui Rampart din distrugătorul său stelar, care este în curs de întreținere. În timp ce Omega o însoțește pe Chuchi, care încearcă să obțină sprijin de la mai mulți senatori, Rex și restul lotului se strecoară la bordul navei pentru a prelua datele. A doua zi dimineață, cu dovezile în mâinile ei, Chuchi dezvăluie atacul lui Rampart asupra planetei Kamino în fața Senatului, iar acesta este arestat; dar folosind revelația atrocităților lui Rampart în avantajul său, Împăratul Palpatine pledează pentru trecerea în lege a Legii de Recrutare a Apărării. Înainte ca lotul să părăsească Coruscant, Echo decide să rămână în urmă pentru a-i ajuta pe Rex și Chuchi să lupte pentru un viitor mai bun pentru clone. |              |                        |                                 |                                    |                   |
| 25 | 9            | „Traversarea”          | Nathaniel Villanueva            | Brooke Roberts                     | 15 februarie 2023 |
| Cid trimite Lotul Indezirabil să extragă niște minerale de ipsiu dintr-o mină pe care a cumpărat-o recent, dar în timpul expediției nava lor este furată. Forțați să se îndrepte către un port spațial, ei sunt îngropați în interiorul unei alte mine atunci când ipsiul lor recuperat este detonat de o furtună cu fulgere. Având probleme în a face față schimbărilor bruște recente, Omega descoperă o venă de ipsiu, dar în timp ce încearcă să o recolteze, ea și Tech se despart de ceilalți și discută despre adaptarea la schimbările din viață înainte de a găsi o cale alternativă de ieșire. Ei găsesc portul spațial abandonat, dar reușesc să o contacteze pe Cid, care acceptă, fără răutate, să-i ridice în câteva zile. |              |                        |                                 |                                    |                   |
| 26 | 10           | „Recuperarea”          | Steward Lee                     | Moisés Zamora                      | 22 februarie 2023 |
| Marauder este dus de hoțul său, un băiat pe nume Benni Baro, proprietarului său, Mokko, care se pregătește să dezasambleze nava pentru a-i vinde piesele. Omega găsește o modalitate de a urmări Marauder; Lotul Indezirabil se infiltrează în baza minieră a lui Mokko și îl constrâng pe Benni să-i ghideze. Benni, sperând să câștige favoarea lui Mokko, trădează și spune despre prezența lotului lui Mokko, dar chiar înainte de a fi capturată, Omega descoperă că Mokko și-a exploatat muncitorii pentru propriul său profit. Cu această revelație, Benni își întoarce camarazii împotriva lui Mokko, care cade în foc și moarte. Lotul își restaurează nava și părăsește planeta. |              |                        |                                 |                                    |                   |
| 27 | 11           | „Metamorfoza”          | Saul Ruiz                       | Sabir Pirzada                      | 1 martie 2023     |
| Doctorul Royce Hemlock călătorește la o unitate imperială de pe Muntele Tantiss pentru a o întâlni pe Nala Se. El încearcă să o convingă să ia parte la proiectele de clonare ale împăratului, dar ea refuză. Între timp, un transport ascuns care se îndreaptă spre Muntele Tantiss ajunge blocat, iar Cid desemnează Lotul Indezirabil să-i recupereze încărcătura. În timp ce explorează epava, ei descoperă că „marfa” este o bestie Zillo imatură, clonată în secret departe de Kamino, pentru a servi ca o resursă de armament vie. O forță de atac imperială este trimisă pentru a recupera Bestia și a captura toți martorii din apropiere, forțând Lotul Indezirabil să se retragă. La scurt timp după, Lama Su este adus pe Muntele Tantiss pentru a o convinge pe Nala Se să coopereze. El divulgă existența lui Omega Dr. Hemlock, în schimbul libertății sale. |              |                        |                                 |                                    |                   |
| 28 | 12           | „Baza”                 | Nathaniel Villanueva & Brad Rau | Jennifer Corbett                   | 8 martie 2023     |
| Crosshair este repartizat locotenentului Nolan și călătorește la un avanpost imperial îndepărtat de pe Barton-4 sub comanda unei clone numită Mayday. Avanpostul este atacat și două lăzi de marfă care conțin mărfuri clasificate sunt furate. Nolan le ordonă lui Crosshair și Mayday să recupereze încărcătura. Cele două clone elimină hoții și găsesc încărcătura, în care se găsește armura de Stormtrooper, dar o avalanșă îl rănește mortal pe Mayday și îngroapă încărcătura. Crosshair îl duce pe Mayday înapoi la avanpost, dar Nolan îi pedepsește pentru eșecul lor și refuză să ofere un medic pentru Mayday, care cedează în urma rănilor sale. Sătul de aroganța lui Nolan și de lipsa de respect față de clone, Crosshair îl ucide pe Nolan pe loc înainte de a-și pierde cunoștința. Mai târziu, se trezește într-o cameră de operare imperială, unde Emerie Karr îi ordonă să coopereze cu ea dacă vrea să supraviețuiască.                                         |              |                        |                                 |                                    |                   |
| 29 | 13           | „Pabu”                 | Steward Lee                     | Amanda Rose Muñoz                  | 15 martie 2023    |
| După ce au tăiat în mod informal legăturile cu Cid, Lotul Indezirabil și Omega îl ajută pe Phee Genoa să recupereze un artefact pierdut. Genova convinge clonele să o însoțească pe insula pașnică Pabu. Acolo, ei sunt găzduiți de primarul Hazard și de fiica lui Lyana, care se împrietenește cu Omega. Cu toate acestea, un tsunami amenință nivelurile inferioare ale orașului. Hunter reușește să-i salveze pe Omega și Lyana care se aflau pe mare, în timp ce Tech și Wrecker îi ajută pe Genoa și Hazard să evacueze populația înainte ca tsunami-ul să distrugă orașul de jos. Lotul Indezirabil este de acord să rămână pe Pabu pentru a ajuta la eforturile de reconstrucție. |              |                        |                                 |                                    |                   |
| 30 | 14           | „Punctul critic”       | Saul Ruiz                       | Jennifer Corbett & Matt Michnovetz | 22 martie 2023    |
| Mai multe clone închise pentru neascultare împotriva Imperiului, inclusiv Howzer, sunt salvate de un grup de clone indezirabile conduse de Echo și Gregor și aduse pe Coruscant, unde senatorul Chuchi îi întreabă despre soarta lor. Cu doar câteva fragmente de date criptate recuperate în raid, Echo se alătură Lotului Indezirabil de pe Pabu. Pe Muntele Tantiss (destinația transportului), Crosshair este interogat de Dr. Hemlock despre locul unde se află lotul, în special Omega. El scapă într-un moment nesupravegheat și trimite un avertisment foștilor săi camarazi înainte de a fi recapturat și supus la torturi mai intense. După ce a primit mesajul și a analizat datele recuperate de Echo, lotul află despre existența Diviziei de Științe Avansate secrete a Imperiului. |              |                        |                                 |                                    |                   |
| 31 | 15           | „Întâlnirea”           | Nathaniel Villanueva            | Matt Michnovetz                    | 29 martie 2023    |
| Pentru a afla mai multe despre activitățile Diviziei de Știință, Lotul Indezirabil îl urmărește pe Dr. Hemlock către un summit iminent găzduit de Tarkin pe Eriadu. Adunarea se referă la stabilirea unei rețele de control total asupra galaxiei, în care cercetarea secretă a ASD în tehnologia de clonare a Kaminoenilor ar trebui să joace un rol critic. În timp ce se strecoară în baza unde se ține summit-ul, Lotul Indezirabil descoperă că Saw Gerrera s-a infiltrat și el în complex pentru a asasina ofițerii imperiali de nivel superior adunați. Intrușii sunt descoperiți și alarma se declanșează, dar Gerrera scapă și declanșează explozibilii care perturbă vagonul bazei pe care Lotul Indezirabil trebuie să îl folosească pentru a scăpa, lăsându-i blocați. |              |                        |                                 |                                    |                   |
| 32 | 16           | „Planul 99”            | Steward Lee                     | Jennifer Corbett                   | 29 martie 2023    |
| Cu vagonul lor pus în pericol de atacul imperial, Tech își sacrifică viața pentru a permite echipei sale să scape. Retrăgându-se pe Ord Mantell pentru a-și trata rănile și a se împăca cu pierderea lor, Lotul Indezirabil este trădat de Cid și oferit lui Hemlock, care îi capturează pe Hunter și Wrecker, forțând-o Omega să scape. Echo și AZI își salvează camarazii, dar Omega este capturată și adusă pe Muntele Tantiss, unde îi întâlnește pe Nala Se și Crosshair. În plus, Emerie Karr se dezvăluie lui Omega ca o altă clonă și sora ei genetică. |              |                        |                                 |                                    |                   |

### Sezonul 3 (2024)
| Nr. în serial | Nr. în sezon | Titlu                     | Regizat de                        | Scris de                           | Data lansării     |
| ------------- | ------------ | ------------------------- | --------------------------------- | ---------------------------------- | ----------------- |
| 33            | 1            | „Confined”                | Saul Ruiz                         | Jennifer Corbett                   | 21 februarie 2024 |
| 34            | 2            | „Paths Unknown”           | Nate Villanueva                   | Matt Michnovetz                    | 21 februarie 2024 |
| 35            | 3            | „Shadows of Tantiss”      | Steward Lee                       | Matt Michnovetz                    | 21 februarie 2024 |
| 36            | 4            | „A Different Approach”    | Saul Ruiz                         | Ezra Nachman                       | 28 februarie 2024 |
| 37            | 5            | „The Return”              | Nate Villanueva                   | Amanda Rose Muñoz                  | 6 martie 2024     |
| 38            | 6            | „Infiltration”            | Steward Lee                       | Brad Rau                           | 13 martie 2024    |
| 39            | 7            | „Extraction”              | Saul Ruiz                         | Jennifer Corbett & Matt Michnovetz | 13 martie 2024    |
| 40            | 8            | „Bad Territory”           | Nate Villanueva                   | Matt Michnovetz                    | 20 martie 2024    |
| 41            | 9            | „The Harbinger”           | Steward Lee                       | Jennifer Corbett                   | 27 martie 2024    |
| 42            | 10           | „Identity Crisis”         | Saul Ruiz                         | Amanda Rose Muñoz                  | 3 aprilie 2024    |
| 43            | 11           | „Point of No Return”      | Nate Villanueva                   | Amanda Rose Muñoz                  | 3 aprilie 2024    |
| 44            | 12           | „Juggernaut”              | Steward Lee                       | Ezra Nachman                       | 10 aprilie 2024   |
| 45            | 13           | „Into the Breach”         | Saul Ruiz                         | Brad Rau                           | 17 aprilie 2024   |
| 46            | 14           | „Flash Strike”            | Nate Villanueva                   | Matt Michnovetz                    | 24 aprilie 2024   |
| 47            | 15           | „The Cavalry Has Arrived” | Steward Lee, Saul Ruiz & Brad Rau | Jennifer Corbett                   | 1 mai 2024        |